# 프록시노역
프록시노역(러시아어: Прокшино)은 모스크바 지하철 소콜니체스카야 선의 역이다. 2019년 6월 20일에 개장했다.

## 지리
모스크바 남서쪽 노보모스콥스키 행정 오크루그에 있는 소센스코예 콤무나르카 지역에 있다. 솔른체보-부토보-비드노예 고속도로를 따라 건설된 지상 역사이다. "프록시노"라는 이름은 역이 위치한 옛 마을을 가리킨다.

## 구조
프록시노 역은 고속도로 양쪽에 출입구가 있는 단일 대합실이 존재한다. 이용객들은 고속도로를 넘어 고가 보행로를 통해 역으로 접근 가능하다.

## 디자인
프록시노 역은 오래된 철도 역사의 건축 형태에 영감을 받았다. 플랫폼은 지상 역사로 밀폐되어 있고 벽은 투명한 유리로 만들어졌다. 바닥에서 천장까지의 공간은 약 10m이다.

## 사진

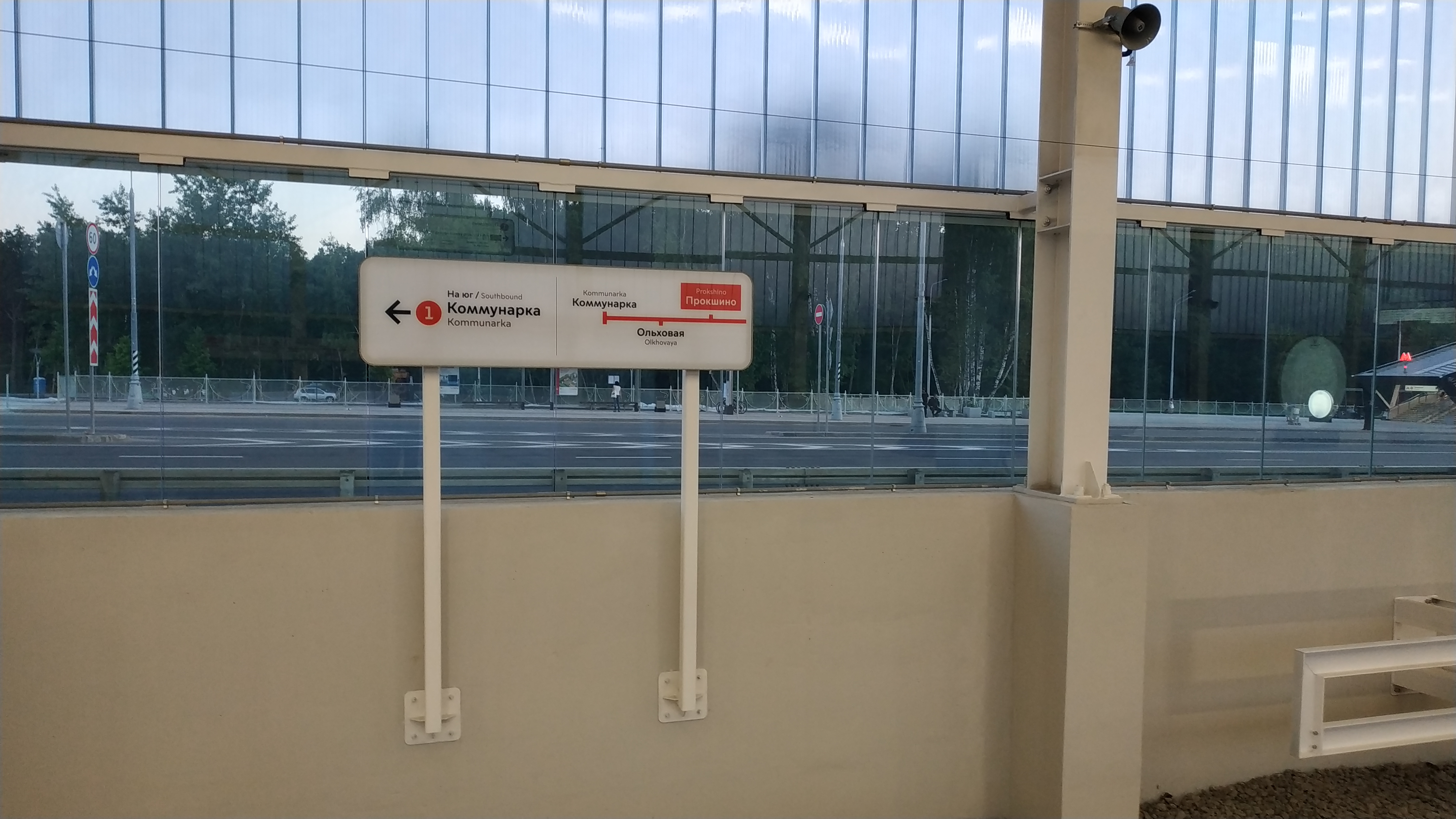
역명판